# Tomasz Sekielski
Tomasz Maciej Sekielski (ur. 24 stycznia 1974 w Bydgoszczy) – polski dziennikarz radiowy, telewizyjny i prasowy, reżyser filmów dokumentalnych, prozaik, autor reportaży telewizyjnych, w latach 2022–2024 redaktor naczelny „Newsweek Polska”.
Scenarzysta i reżyser wyprodukowanych przez jego brata Marka Sekielskiego filmów dokumentalnych, które wywołały ogólnokrajową dyskusję: Tylko nie mów nikomu (2019) i Zabawa w chowanego (2020) o wykorzystywaniu seksualnym dzieci w Kościele katolickim w Polsce; a także filmu Korzenie zła (2023) o aferze SKOK. W 2018 Sekielski zapoczątkował własny kanał na YouTube.
Na przestrzeni lat Tomasz Sekielski był związany z redakcjami TVN, TVN24, TVP1, TVP Info, Wprost, Nowej TV, Wirtualnej Polski i Onetu. Wraz z Andrzejem Morozowskim prowadził program Teraz my! w TVN. W 2006 roku śledztwo Sekielskiego i Morozowskiego ujawniło rozmowy pomiędzy grupą polityków rządzącej partii Prawo i Sprawiedliwość i jedną z posłanek. Publikacja jego wyników doprowadziła do wybuchu afery taśmowej. Część komentatorów twierdziła, że nagrania są dowodem korupcji politycznej rządzącej partii.
Za swoją pracę otrzymał szereg nagród, w tym Nagrodę im. Andrzeja Woyciechowskiego (2006, 2019), Grand Press (2006, 2014, 2019), Wiktora (2006, 2019), Telekamery (2007, 2008), MediaTory (2010, 2019) i Polską Nagrodę Filmową Orzeł za najlepszy film dokumentalny (2020).

## Życiorys

### Rodzina i edukacja
Jest synem Krzysztofa, nauczyciela języka rosyjskiego w liceum w Bydgoszczy, również kierownika hotelu robotniczego w Bydgoskim Kombinacie Budowlanym Wschód. Jego matka była chemiczką i pracowała w Bydgoskich Zakładach Fotochemicznych „Foton”. Uczęszczał do Szkoły Podstawowej nr 14 im. Władysława Sikorskiego w Bydgoszczy. Następnie ukończył technikum budowlane, w którym prowadził szkolny radiowęzeł.

### Kariera zawodowa
Karierę dziennikarską rozpoczął od pracy w katolickim radiu VOX w Bydgoszczy. Następnie został zatrudniony w Radiu Wawa. Później pracował w Radiu dla Ciebie.

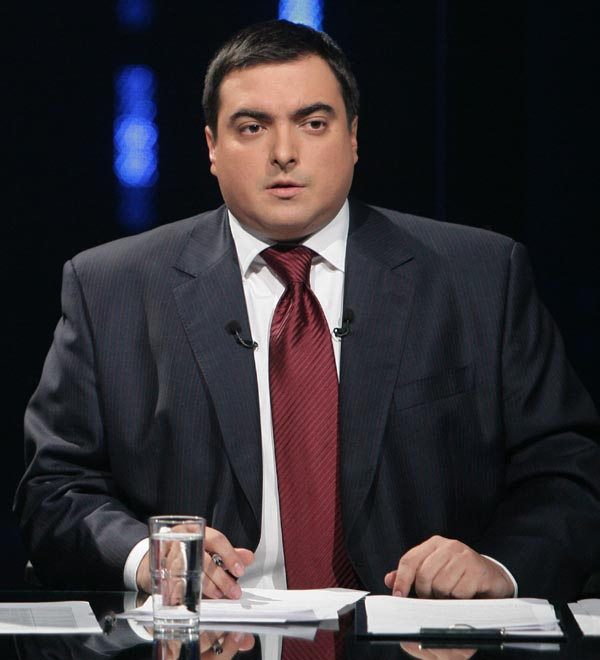
Sekielski w programie Teraz my! (2006)

W latach 1997–2006 był reporterem Faktów w TVN. Relacjonował m.in. przebieg wojny w Kosowie, zatonięcie okrętu Kursk w okolicach Murmańska i prace komisji śledczej w sprawie afery Rywina. Prowadził także piątkowe wydania Kropki nad i oraz był gospodarzem i autorem programu 100 dni premiera. Od 28 listopada 2003 wraz z Andrzejem Morozowskim prowadził piątkową audycję Kuluary, następnie przez rok – codzienny program Prześwietlenie (oba emitowane były w TVN24). Jesienią 2005 wraz z Morozowskim przenieśli się na antenę TVN i do lipca 2010 prowadzili program publicystyczny Teraz my!, później uzupełniony o Teraz My Dogrywka w TVN24 (bezpośrednio po zakończeniu Teraz my!). Wraz z Morozowskim 26 września 2006 w programie Teraz my! przedstawili materiał nagrany za pomocą ukrytej kamery ukazujący polityczne negocjacje dotyczące stanowisk w Rządzie RP, co wywołało tzw. aferę taśmową. Od 4 listopada 2006 do 25 stycznia 2008 był gospodarzem weekendowych wydań Magazynu 24 godziny, a od stycznia 2011 do kwietnia 2012 prowadził program Czarno na białym (oba w TVN24). W kwietniu 2012 odszedł z TVN.
Od października 2012 do stycznia 2015 prowadził najpierw poniedziałkowe, a następnie środowe Poranki w Radiu Tok FM.
Od stycznia 2013 do czerwca 2016 prowadził program Po prostu w TVP1. Od stycznia do sierpnia 2014 był gospodarzem programu Woronicza 17 w TVP Info.
W latach 2010–2011 i 2013 współpracował z tygodnikiem „Wprost”.
Od listopada 2016 do października 2017 prowadził program Teraz ja! w Nowa TV. Na początku 2018 uruchomił swój kanał w serwisie internetowym YouTube. 19 kwietnia 2018 rozpoczął współpracę z portalem internetowym Wirtualna Polska, dla którego prowadził wideoblog ukazujący się na głównej stronie portalu i na dziale WP Opinie. 28 listopada 2018 został jednym z prowadzących program Onet Rano w portalu internetowym Onet.pl.
W 2017 stworzył 10-odcinkowy serial dokumentalny Teoria spisku, w którym prowadził cykl śledztw dziennikarskich dotyczących kontrowersyjnych afer politycznych. Badał m.in. sprawę samobójstwa Andrzeja Leppera, morderstwa Piotra Jaroszewicza i jego żony czy tezę o istnieniu tajnych więzień CIA w Polsce. Serial był emitowany w Fokus TV. W maju 2019 opublikował film dokumentalny Tylko nie mów nikomu, podejmujący problem wykorzystywania seksualnego dzieci w polskim Kościele katolickim. Film był szeroko komentowany w polskich mediach, a kilka godzin po premierze oświadczenia w jego sprawie wydali prymas Polski Wojciech Polak i arcybiskup Stanisław Gądecki. Producentem filmu był Marek Sekielski.
W lipcu 2022 objął funkcję redaktora naczelnego tygodnika „Newsweek Polska”. 25 kwietnia 2024 ogłosił zespołowi, że odchodzi z redakcji. Od 2024 współprowadzi videocast Rachunek sumienia z Magdaleną Rigamonti i Naczelni z Bartoszem Węglarczykiem na stronie portalu Onet.pl, a od kwietnia do końca czerwca 2025 był także prowadzącym talk-show Sekielski wieczorową porą w TVP1, w którym rozmawiał z ekspertami i politykami na tematy społeczno-polityczne. Od czerwca 2025 prowadzi program Pytanie Dnia, nadawany w TVP1 i TVP Info po programie informacyjnym 19.30.

## Nagrody
- Nagroda dla najlepszego sprawozdawcy parlamentarnego w kategorii Telewizja w konkursie Stowarzyszenia Parlamentarzystów Polskich (2005)
- Wiktor w kategorii Publicystyka, wraz z Andrzejem Morozowskim i Andrzejem Turskim (2006)
- Nagroda im. Andrzeja Woyciechowskiego, wraz z Andrzejem Morozowskim (2006)[32]
- Dziennikarz Roku Grand Press za ujawnienie treści negocjacji dotyczących obsady stanowisk w polskim rządzie, wraz z Andrzejem Morozowskim (2006)[33]
- Telekamery w kategorii Publicystyka (2007)[34]
- Telekamery w kategorii Publicystyka (2008)
- Statuetka ProwokaTOR w plebiscycie MediaTory (2010)[35]
- Grand Press za najlepszy reportaż telewizyjny za reportaż Zabójcy marzeń o ofiarach wydarzeń na ukraińskim Majdanie wyemitowany w programie Po prostu TVP (2014)[36][37]
- Nominacja do Grand Press za najlepszy reportaż telewizyjny za reportaż Gjakmarrja – zemsta krwi o funkcjonującym w Albanii prawie zwyczajowym nakazującym odebrać życie mordercy przez osobę spokrewnioną z ofiarą przestępstwa (2015)[38][39]
- Nagroda Fundacji im. Janiny Paradowskiej i Jerzego Zimowskiego za „dzielność obywatelską, odwagę zaglądania za kulisy rzeczywistości, łamania społecznych tabu i stereotypów, za film Tylko nie mów nikomu, którym udowodnił, że niezależna produkcja filmowa może zachować najwyższą jakość warsztatową, wypełniać ważną społeczną misję i wstrząsnąć opinią publiczną” (2019)[40]
- Dziennikarz Roku Grand Press (2019)[41][42]
- Grand Press w kategorii Reportaż telewizyjny/wideo za film Tylko nie mów nikomu, wraz z Markiem Sekielskim (2019)[41][42]
- Telekamery za najlepszą produkcję roku za film Tylko nie mów nikomu, wraz z Markiem Sekielskim (2019)[34]
- Nagroda Specjalna Press Club Polska za film Tylko nie mów nikomu, wraz z Markiem Sekielskim (2019)[43]
- Nagroda Radia ZET im. Andrzeja Woyciechowskiego za film Tylko nie mów nikomu, wraz z Markiem Sekielskim (2019)[44]
- Klasyfikacja na Bloomberg 50, liście ludzi, którzy „w ciągu bieżącego roku odnieśli wyjątkowe i zasługujące na uznanie osiągnięcia (...) w takich dziedzinach jak biznes, rozrywka, finanse, polityka, nauka i technologie”, za film Tylko nie mów nikomu, wraz z Markiem Sekielskim (2019)[45]
- Nagroda Pióro Nadziei przyznana przez Amnesty International za film Tylko nie mów nikomu, wraz z Markiem Sekielskim (2020)[46]
- Polska Nagroda Filmowa Orzeł za najlepszy film dokumentalny za film Tylko nie mów nikomu, wraz z Markiem Sekielskim (2020)[47]
- Nagroda im. Jana Kuciaka #AllForJan przyznawana przez Ringier Axel Springer Media dziennikarzom w Europie Środkowo-Wschodniej, którzy „w swojej pracy zawodowej dochowują wierności wartościom, takim jak otwartość, odwaga i bezkompromisowość w relacjonowaniu tematów istotnych społecznie”, wraz z Markiem Sekielskim (2020)[48]
- Nagroda Honorowa im. Marka Rymuszki przyznana przez Stowarzyszenie Krajowy Klub Reportażu za filmy Tylko nie mów nikomu i Zabawa w chowanego, wraz z Markiem Sekielskim (2020)[49]
- Nominacja do Nagrody Tytanowego Oka podczas XV Festiwalu Kanałów Tematycznych na Konferencji PIKE, w kategorii „Polska produkcja telewizyjna” za film Zabawa w chowanego, wraz z Markiem Sekielskim (2020)[50]
- Tytuł finalisty Nagrody Radia Tok FM im. Anny Laszuk, wraz z Markiem Sekielskim (2020)[51]
- „Złoty Prus” – Nagroda im. Bolesława Prusa (2020)[52]

## Filmografia
Reżyseria, scenariusz
- 2010: Władcy marionetek (film dokumentalny), scenariusz i reżyseria
- 2019: Tylko nie mów nikomu (film dokumentalny), scenariusz i reżyseria
- 2020: Zabawa w chowanego (film dokumentalny), scenariusz i reżyseria[53][54]
- 2020: Rok we mgle (film dokumentalny), scenariusz i reżyseria
- 2023: Korzenie zła (film dokumentalny), scenariusz i reżyseria

Obsada
- 2007: Niania odc. 64 obsada aktorska – gościnnie jako dziennikarz

## Książki
- 2012: Sejf (książka sensacyjna)[55]
- 2013: Obraz kontrolny (kontynuacja Sejfu)
- 2014: Sejf 3. Gniazdo kruka (kontynuacja Sejfu i Obrazu kontrolnego)
- 2016: Zapach Suszy. Susza I (thriller)
- 2017: Smak Suszy. Susza II (thriller)[56]
- 2019: Tylko nie mów nikomu (publikacja będąca rozszerzeniem filmu o tym samym tytule)

## Życie prywatne
Tomasz Sekielski ma żonę Annę i dwójkę dzieci: córkę Julię i syna Łukasza. Ma młodszego brata Marka (ur. 1978), producenta telewizyjnego.